# Röster från alla land
Röster från alla land är svenska världsmusikgruppen Vargavinters andra och sista studioalbum, utgivet på Ett minne för livet/MNW 1980.

## Låtlista
A
1. "Bågskytten" – 5:35
2. "Hemväverskan, min vän, Hoboeke" – 6:33
3. "Rening" – 7:24
4. "Äntligen! En låt i dur..." – 5:06

B
1. "Varglöpa" – 9:20
2. "Det omöjliga" – 5:52
3. "Gråtpolska från Parkano" – 4:30
4. "Dans från Zalongou" – 4:33

## Medverkande
- Jörgen Adolfsson – oud, bouzoki, blockflöjt, saxofoner, fiol, kör med mera
- Tuomo Haapala – kontrabas, cello, tagelharpa, kör med mera
- Anita Livstrand – sång, saaz, tamboura, fiol, slagverk med mera
- Marie Selander – sång, slagverk, tramporgel,blockflöjt med mera

### Fotnoter
1. ↑  ”Röster från alla land”. Discogs.com. http://www.discogs.com/Vargavinter-R%C3%B6ster-Fr%C3%A5n-Alla-Land/release/3373176. Läst 10 januari 2013.